# دانه‌خوار پرینسیپ
دانه‌خوار پرینسیپ (نام علمی: Serinus rufobrunneus) نام یک گونه از سرده سهره دمگاه‌زرد است.